# Bridgeport, Texas
Bridgeport là một thành phố thuộc quận Wise, tiểu bang Texas, Hoa Kỳ. Năm 2010, dân số của xã này là 5976 người.

## Dân số
- Dân số năm 2000: 4309 người.
- Dân số năm 2010: 5976 người.